# Le Roi est mort, vive le Roi! (албум)
Le Roi est mort, vive le Roi! (на френски: „Кралят е мъртъв, да живее кралят!“) е третият студиен албум на етно/ню ейдж групата „Енигма“ от Германия, начело с Майкъл Крету.
Албумът е издаден през 1996 г., приблизително почти 3 години след излизането на „The Cross of Changes“.
Издаден на 25 ноември 1996 г., албумът достига 3-то място в общоевропейска класация за албуми. От него са издадени 2 сингъла: „Beyond the Invisible“ и „T.N.T. for the Brain“, излезли сравнително скоро след албума носител. „The Roundabout“ е бил замислен като трети сингъл, но по неясни причини излизането му така и не се осъществява.
Този албум продължава практиката на Крету всеки следващ албум да включва елементи от предните му работи, този път създавайки по-модерно и футуристично звучене, примесено с етномотиви и познатите от „MCMXC a.D.“ песнопения. Според самия Крету „Le Roi est mort, vive le Roi!“ е рожба на предните му 2 издания, като „MCMXC a.D.“ е бащата, а „The Cross of Changes“ – майката на новопоявилия се музикален албум, 3-ти по вида си, отбелязано в песента „Third of its Kind“.
Албумът е издаден с 2 различни опаковки: стандартното издание с прилежаща хартиена албумна книжка и специално с полупрозрачно тяло и артистични изпълнения, отпечатани на специфичен материал.
„Le Roi est mort, vive le Roi!“ получава през 1998 г. 2 номинации за награда Грами: най-добър ню ейдж албум и най-добро артистично оформление на албум, в случая създадено от Джохан Замбриски.
Началната песен от албума започва със семпъл от филма на Стенли Кубрик „2001: Космическа Одисея“. Песента „Le Roi est mort, vive le Roi!“, която служи като интро на едноименния албум, е използвана и в завършека на албума, този път свирейки отзад напред, като е преименувана на „Odyssey of the Mind“.
Албумът постига продажби от около 8 милиона броя.

## Песни
1. Le Roi Est Mort, Vive Le Roi! – 1:57
2. Morphing thru Time – 5:47
3. Third of Its Kind – 0:19
4. Beyond the Invisible – 5:00
5. Why!... – 4:59
6. Shadows in Silence – 4:21
7. The Child in Us – 5:06
8. T.N.T. for the Brain – 4:26
9. Almost Full Moon – 3:26
10. The Roundabout – 3:38
11. Prism of Life – 4:55
12. Odyssey of the Mind – 1:40